# سوزان ألبرز
سوزان ألبرز (بالإنجليزية: Susanne Albers)‏ وهي عالمة ألمانية وأستاذة في علوم الكمبيوتر في جامعة ميونخ التقنية. وحائزة على ميدالية أوتو هان وجائزة جوتفريد فيلهلم ليبنيز.

## حياتها وتعليمها
درست سوزان الرياضيات وعلوم الكمبيوتر وإدارة أعمال في أوسنابروك وتلقت شهادة الدكتوراه في عام 1993 في جامعة سارلاند تحت إشراف كورت ميهلهورن حتى عام 1999، عملت بمعهد ماكس بلانك لعلوم الكمبيوتر، وشغلت مناصب في المعهد الدولي لعلوم الكمبيوتر في بيركلي وجامعة برلين الحرة وجامعة بادربورن. في عام 1999 حصلت على شهادة التأهل للأستاذية وقُبلت في جامعة دورتموند للتكنولوجيا. من 2001 إلى 2009 كانت أستاذة في علوم الكمبيوتر في جامعة ألبرت-لودفيغ-يونيفرسيتات فرايبورغ. من عام 2009 إلى عام 2013 ، كانت في جامعة هومبولت - برلين. منذ عام 2013، احتفظت سوزان بكرسي لخوارزميات فعالة في جامعة ميونخ التقنية.

## أبحاثها
بحثت سوزان ألبرز في تصميم وتحليل الخوارزميات وخاصة الخوارزميات عبر الإنترنت، وخوارزميات التقريب، ونظرية الألعاب الخوارزمية وهندسة الخوارزمية.

## الجوائز والتكريمات
في عام 1993، حصلت سوزان ألبرز على ميدالية أوتو هان من جمعية ماكس بلانك ، وفي عام 2008 ، حصلت جائزة جوتفريد فيلهلم ليبنيز من مؤسسة البحوث الألمانية وهي أعلى جائزة بحثية في ألمانيا وشملت منحة قدرها 2.5 مليون يورو. وفي عام 2011 تم انتخابها كزميلة في «مجتمع علوم الكمبيوتر». في عام 2014 أصبحت واحدة من عشرة زملاء قاموا بافتتاح الجمعية الأوروبية لعلوم الكمبيوتر النظرية.

## وصلات خارجية
- سوزان ألبرز في فهرس مكتبة ألمانيا الوطنية
- Home page